# Valeri Corberó i Trepat
Valeri Corberó i Trepat (Barcelona, 1908-2001) fou un interiorista i decorador català. Es forma amb el pintor Francesc d'Assís Galí i Fabra i el decorador Ramon Rigol. Estudià esmalts al foc a l'École d'Arts et Métiers de Ginebra amb Henri Demole l'any 1927. El 1929 és convidat a exposar la seva obra al Pavelló d'Artistes Reunits de l'Exposició Internacional de Barcelona de 1929 i també aquest any realitzà la copa del Foment de les Arts i el Disseny, així com forma part del primer equip de professors de l'Escola Massana, junt amb el seu germà Xavier, encarregant-se de la disciplina d'esmalt de metalls, mentre que en Miquel Soldevila ho feia de la d'esmalts d'art. Com a decorador i interiorista realitza treballs tant per a empreses com per a particulars. Així, ja abans de la Guerra Civil espanyola, realitza els interiors del nou edifici d'oficines de l'empresa Perfumeria Myrurgia, el restaurant Royal de Barcelona o part de la nova seu del Foment de les Arts i el Disseny a la Cúpula del Cinema Coliseum. Va estar estretament vinculat al FAD i entre el 1933 i el 1934 va ser vocal de la junta presidida per Pere Ricart, entre el 1934 i el 1936 en la de Santiago Marco i entre el 1949 i el 1950 en la d'Antoni Ollé. El 1936 va ser també conservador del Museu d'aquesta institució. A partir dels anys cinquanta es va dedicar a la realització de projectes per a hotels i oficines. Al llarg dels anys va crear diverses empreses i estudis d'interiorisme per a la producció dels seus propis mobles i llums.